# Biologisch-dynamische landbouw

Model van een biodynamische zaaikalender.

Biologisch-dynamische landbouw (ook wel biodynamische landbouw is een vorm van biologische landbouw met een holistische kijk op de natuur en het boerderijleven, gestoeld op de antroposofische principes van Rudolf Steiner. Biologisch-dynamisch geteelde producten kunnen het Demeter-keurmerk krijgen en daarnaast ook het Europees of nationaal of bio-label (EKO-keurmerk in Nederland of het Biogarantie-keurmerk in België).
Volgens veel landbouwwetenschappers en diverse wetenschapsfilosofen is de biologisch-dynamische landbouw een pseudowetenschappelijke landbouwmethode omdat het ontbreekt aan wetenschappelijk bewijs voor de werkzaamheid ervan en het te veel stoelt op esoterie en daarmee samenhangende leertradities en overtuigingen.

## Geschiedenis

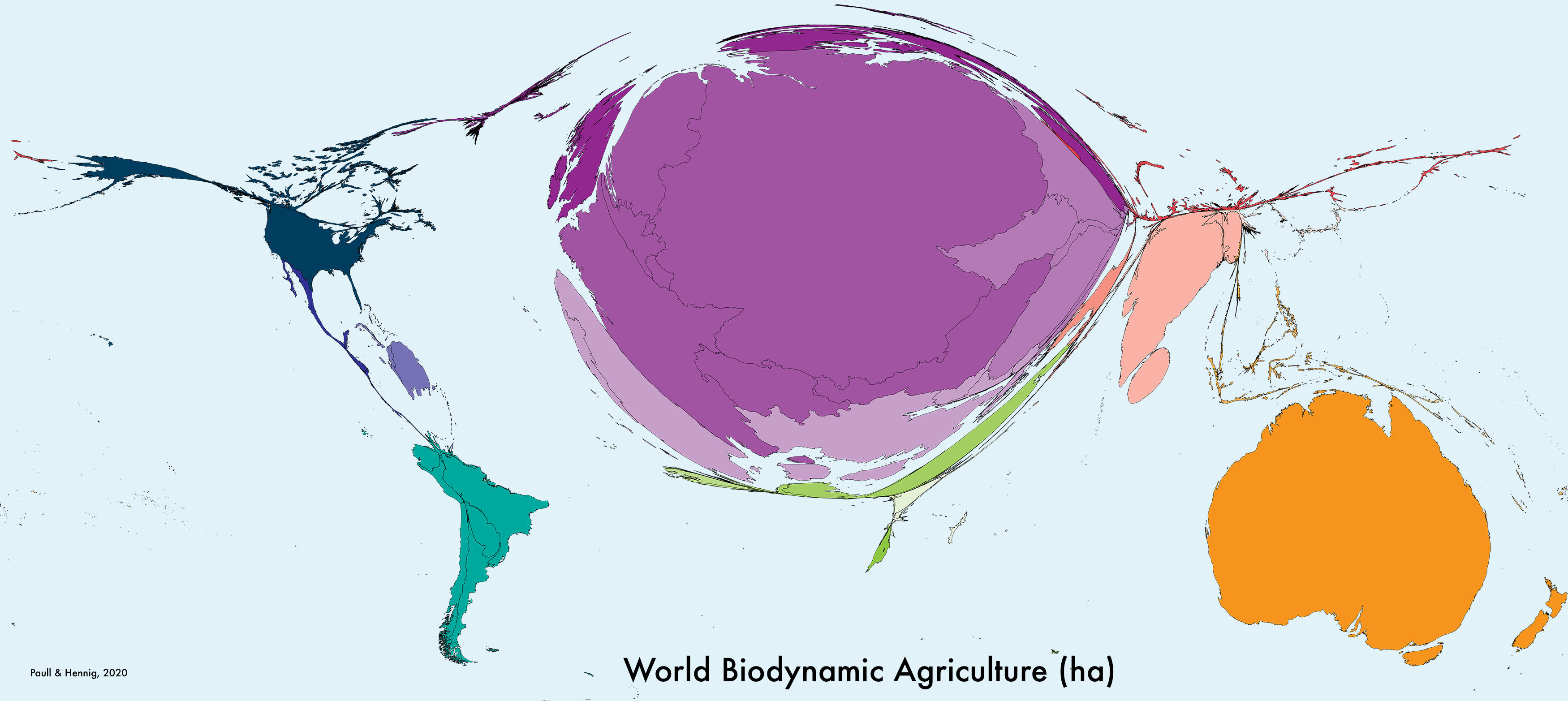
Wereldkaart van biologisch-dynamische landbouw anno 2020. De grootte van de landen zijn een weerspiegeling van de hoeveelheid gecertificeerd biologisch- dynamisch landbouwgrond in die landen. Volgens deze kaart was er in genoemde jaar 251,842 ha gecertificeerd landbouwgrond in 55 landen.

De biologisch-dynamische teeltmethode ontstond in de jaren twintig van de twintigste eeuw als een reactie op bezorgdheid over de uitvinding van kunstmest. Op verzoek van lokale boeren, hield Steiner rond Pinksteren van 1924 in Koberwitz een achttal voordrachten genaamd Geesteswetenschappelijke grondslagen voor een vruchtbare ontwikkeling van de landbouw, die gezien worden als de basis van de biologisch-dynamische landbouw. Steiner zag de aarde als een organisme dat een samenhang kent tussen dieren, planten, bodem en de kosmos en vreemde elementen dient te vermijden. Hij ijverde voor zelfvoorzienende landbouw. Steiner was een van de eersten die de industrialisering van de landbouwsector openlijk ter discussie stelde.
In de jaren nadien werden de eerste Demeter BD farm standards opgesteld. In 1928 waren de eerste normen en richtlijnen voorhanden. Deze farm standards bevatten tal van normen en richtlijnen waaraan voldaan moet worden voordat een producent het Demeter-keurmerk kan dragen.
Anno 2022 zijn er wereldwijd 7087 biologisch-dynamische bedrijven in 65 landen, grotendeels in Europa. Het totale areaal is 255.051 hectare. In Nederland zijn er 156 aangesloten boeren en tuinders, die samen 9471 hectare gecertificeerde biologisch-dynamische boerderijen bewerken. Van de totale oppervlakte Nederlandse landbouwgrond is 0,5% biologisch-dynamisch. België heeft zeven boerderijen die het Demeter-keurmerk met zich meedragen.

## Standaarden, normen en richtlijnen

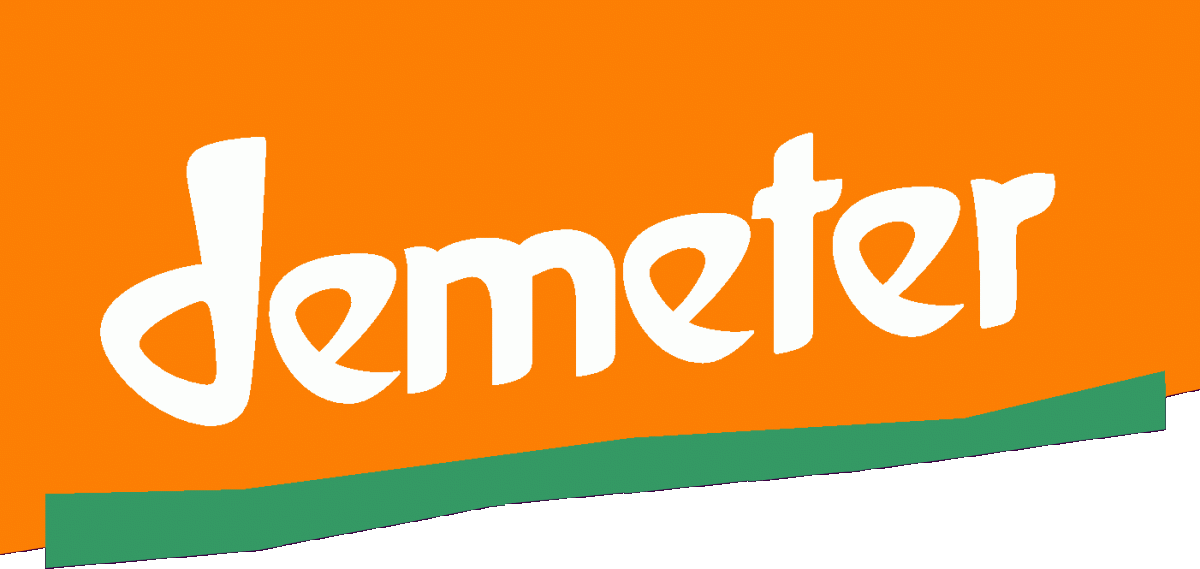
Demeter logo

Het Demeter-keurmerk is genoemd naar de Griekse godin van de vruchtbaarheid en beschrijft een reeks normen en richtlijnen waaraan voldaan moet zijn om dit biologisch-dynamisch keurmerk te mogen dragen. Net zoals bij andere keurmerken voor biologische voeding worden controles uitgevoerd door officiële controle-instanties. Bodemvruchtbaarheid en versterking van de natuurlijke groei staan centraal bij deze normen en richtlijnen:
- Een ruime vruchtwisseling om te voorkomen dat de bodem eenzijdig wordt uitgeput en risico op ziektes op natuurlijke wijze te beperken;
- Mestgebruik: zowel de herkomst van de gebruikte meststoffen, als de samenstelling en hoeveelheid is sterk gereglementeerd;
- Het gebruik van biologisch-dynamische preparaten die op geheel natuurlijke wijze de vitaliteit van de producten bevorderen;
- Herkomst van plant- en zaadgoed;
- Herkomst van veevoeder;
- Integriteit van dieren: nóg sterker dan in de biologische landbouw mag er niet aan de integriteit van vee geraakt worden. Hierbij wordt gedacht aan het behoud van staarten, hoorns, snavels etc.
- Natuurbeheer op de boerderij;
- Gemengde bedrijfsvoering: door een gemengde bedrijfsvoering te hanteren verhoogt een boerderij zijn zelfvoorzienende karakter. Binnen een gemengde bedrijfsvoering wordt zowel plantaardige als dierlijke productie gerealiseerd;
- Persoonlijke ontwikkeling van mens en bedrijf: een sociaal en economisch gezond klimaat zijn belangrijk voor een biodynamisch bedrijf;
- Duurzame afzet: binnen de biologische dynamische afzet wordt heel sterk gezocht naar lokale en directe afzetmethoden waarbij er contact met de klant bestaat.

Daarnaast zijn er ook tal van normen en richtlijnen die gehanteerd worden in de verwerkingssector. Deze handelen over het vermijden van verpakkingen, de chemische samenstelling van verpakkingen, ingrediënten, toegelaten smaakstoffen, conserveermiddellen en -methoden, toegelaten bewerkingen en opslagmethoden.

### Eigen interpretatie
Iedere biologisch-dynamische boer heeft een eigen interpretatie van de biologisch-dynamische voorschriften. Sommigen gaan verder in het berekenen van kosmische invloeden dan anderen. Andere boeren focussen voornamelijk op strenge normen en richtlijnen die een duurzame landbouw, bedrijfsvoering en afzet garanderen.
Om het Demeter-keurmerk te behalen is het vereist de normen en richtlijnen zoals beschreven door de Demeter-associatie te volgen.

## Teeltmethode
Centraal staat het versterken van de 'natuurlijke groei' middels aandacht voor de bodemvruchtbaarheid en wordt er gestreefd naar hoge mate van diversiteit in geteelde gewassen en gehouden dieren.

### Kosmische krachten
In de biologisch-dynamische landbouw gaat men ervan uit dat hemellichamen invloed uitoefenen op de groei van de gewassen. Voor en tijdens het verbouwen van de gewassen houdt men daarom rekening met veronderstelde kosmische invloeden. De maan zou bijvoorbeeld niet alleen de getijstroom beïnvloeden, maar ook de waterhuishouding van gewassen. De Duitse Maria Thun onderzocht de invloed van maanstand ten opzichte van de dierenriem door jarenlange proeven met onder meer de verbouw van radijs. Zij verzamelde haar resultaten in 1963 in een biodynamische zaaikalender met richtlijnen voor de goede momenten om de diverse gewassen te zaaien of poten. In de astrologische leer van Thun wijst de stand van de sterren de ideale zaaimomenten aan.

### Preparaten
In de biologisch-dynamische landbouw wordt er naast organische mest gewerkt met 'preparaten'. Deze preparaten zouden de vermeende levenskracht van de gewassen ondersteunen. De kosmische krachten zouden via de organische preparaten naar de aarde geleid worden en zo een positieve invloed hebben op de groei van het gewas.

#### Sproeipreparaten
Veldpreparaten, voor het stimuleren van de vorming van humus:
- 500: Een humusmengsel bereid door een koehoorn te vullen met koemest en deze in de aarde (40-60 cm onder het oppervlak) te begraven in de herfst. Om in de winter te ontbinden en voor de volgende lente als meststof te worden teruggewonnen.
- 501: Fijngemalen bergkristal gevuld in een koehoorn en begraven in de aarde in de lente en uitgehaald in de herfst. Het kan worden gemengd met 500, maar wordt meestal alleen bereid. Het mengsel wordt tijdens het natte seizoen onder zeer lage druk over het gewas gespoten, als een verondersteld antischimmelmiddel.

#### Compostpreparaten
De compostpreparaten die Steiner heeft aanbevolen, gebruiken kruiden die vaak worden gebruikt in alternatieve geneeswijzen. Veel van dezelfde kruiden waarnaar Steiner verwijst, worden in organische praktijken gebruikt om bladmeststoffen, groene mest of in compostering te maken. De voorbereidingen die Steiner besprak waren:
- 502: Duizendbladbloemen in een hertenblaas ingegraven in de aarde in de winter en opgegraven in de lente.
- 503: Kamillebloemen in de dunne darm van een koe ingegraven in de aarde in de herfst, en opgegraven in de lente.
- 504: Brandnetelplanten in volle bloei samengeperst en ondergronds aan alle kanten omringd door turf voor een jaar.
- 505: Eikenschors in kleine stukjes gehakt, geplaatst in de schedel van een koe, omgeven door turf en begraven in de grond.
- 506: Bloemen van de paardenbloem in de darmscheil van een koe, ingegraven in de aarde in de winter en opgegraven in de lente.
- 507: Het sap uit geperste valeriaanbloemen.
- 508: Thee van heermoesbladeren.

## Wetenschappelijke onderzoek naar effectiviteit
Decennialang onderzoek uitgevoerd door de Universiteit van Cambridge, toonde in 2009 aan dat biologisch-dynamische landbouw geen significante voordelen bood ten opzichte van biologische landbouw.
Uit een overzichtsstudie van Chalker Scott van de wetenschappelijke literatuur dat "de studies tot op heden gepubliceerd in tijdschriften met peerreview weinig bewijzen aandragen dat de biodynamische preparaten de bodem verbeteren, de micro-organismen stimuleren, het rendement of de kwaliteit van de voeding verhogen, of bijdragen aan het bestrijden van ongedierte en ziekteverwekkers." Een van de problemen bij veel onderzoek is dat het niet altijd mogelijk is om het onderscheid te maken tussen de effecten van biologische landbouwmethodes en specifiek biodynamische methodes. Een uitgebreid onderzoek, de Frick-studie die werd opgestart in 2002, kon na vijftien jaar experimenteren met de specifieke biologisch-dynamische methodes enkel genuanceerd vaststellen dat "het gebruik van biologisch-dynamische preparaten in sommige jaren slechts een beperkt effect gehad heeft".
Er zijn echter wel kleinere individuele studies die tot andere resultaten komen. Uit veldexperimenten aan de universiteit van Paraná (Brazilië), blijkt dat biologisch-dynamische preparaten de groei van de planten bevorderen. Deze planten zijn met dezelfde organische compost bemest als de controlegroep. De biologisch-dynamische planten blijken productiever en tonen een grotere weerstand tegen ziektes. Aan de universiteit van Lucknow (India) is de werkzaamheid van de preparaten uit de biologisch-dynamische landbouw onderzocht door de nuttige microben te isoleren en te karakteriseren. Hieruit blijkt een zeer gunstig effect op de compostering, de bodemgezondheid en uiteindelijk op de opbrengst en kwaliteit van de gewassen. Studies van de universiteit van Giresun (Turkije) tonen aan dat biodynamische producten langer vers blijven, smaakvoller zijn en een lager nitraat-gehalte hebben. Bij consumenten van biologisch-dynamische voeding is een grotere vitaliteit aangetoond, afname van allergische reacties en in het algemeen positieve effecten op de gezondheid.

### Pseudowetenschap
In een overzicht uit 2004 over biologisch-dynamische landbouw omschreef Linda Chalker-Scott, onderzoeker aan de Washington State University, de biodynamica als pseudowetenschap. Ze schreef dat Steiner geen wetenschappelijke methodes gebruikte om zijn theorie van de biodynamica te formuleren, en dat de latere toevoeging van geldige biologische landbouwtechnieken "de discussie over Steiner's oorspronkelijke idee vertroebeld heeft". Op basis van een aantal wetenschappelijke tests van de biodynamica concludeerde Chalker-Scott dat er "geen enkel bewijs bestaat" dat homeopathische preparaten de bodem verbeteren.
Volgens Kirchmann (2021) zijn de door Steiner genoemde aura's en krachten niet gekend in de wetenschap. Steiners bewering van “levende krachten” die gewassen beïnvloeden zou niet getest kunnen worden en dus niet falsifieerbaar zijn. Wanneer een hypothese echter niet falsifieerbaar is, is dit een teken van pseudowetenschap.
Een Valenciaans onderzoeksteam waarschuwde in 2021 voor het risico van pseudowetenschap zoals het idee dat de maan de landbouw beïnvloedt. Ze concludeerden dat er geen betrouwbaar, wetenschappelijk onderbouwd bewijs is voor enige relatie tussen maanfasen en plantenfysiologie in plantwetenschappelijke leerboeken of in artikelen in peer-reviewed wetenschappelijke tijdschriften. Evenmin zou er enig bewijs zijn voor een causaal verband tussen maankrachten en de plantrespons. Landbouwpraktijken die verband houden met maanfasen hebben volgens deze bevindingen dus geen wetenschappelijke onderbouwing.
Peter Treue beargumenteerde in 2002 dat een aantal van deze biologisch-dynamische preparaten gebaseerd zijn op principes die lijken op alchemie en magie, en bestempelde de biodynamische speculaties bijgevolg als pseudowetenschap. Kirchmann (1994) concludeerde in een analyse dat de richtlijnen van Steiner occult en dogmatisch zijn, dat een wetenschappelijke studie van de biodynamische landbouwmethodes niet overtuigend is, en dat deze methodes niet zouden kunnen bijdragen aan de ontwikkeling van een alternatieve of duurzame landbouw.